# Konstantin Fehrenbach
Konstantin Fehrenbach (11. januar 1852 – 26. marts 1926) var en tysk katolsk politiker som var en af de store ledere af partiet Zentrum. Han var Reichstagspräsident i 1918 og derefter præident for Weimarer Nationalversammlung fra 1919 til 1920. Efter den socialdemokratiske regering trådte tilbage i juni 1920 blev Fehrenbach Tysklands kansler, og dannede regering i en koalition med det venstreliberale parti DDP og det nationalliberale DVP. Hans regering holdt mindre end et år og de trådte tilbage i april 1921 i protest mod de allieredes fastlæggelse af krigsskadeerstatningerne, der blev offentliggjort den måned. Fehrenbach ledede Zentrums rigsdagsfraktion fra 1923 til sin død i 1926. Hans kritisk af mitæret som en "stat i staten" er vel kendt i dagens politiske arena i Tyskland.